# Würzburger Lügensteine

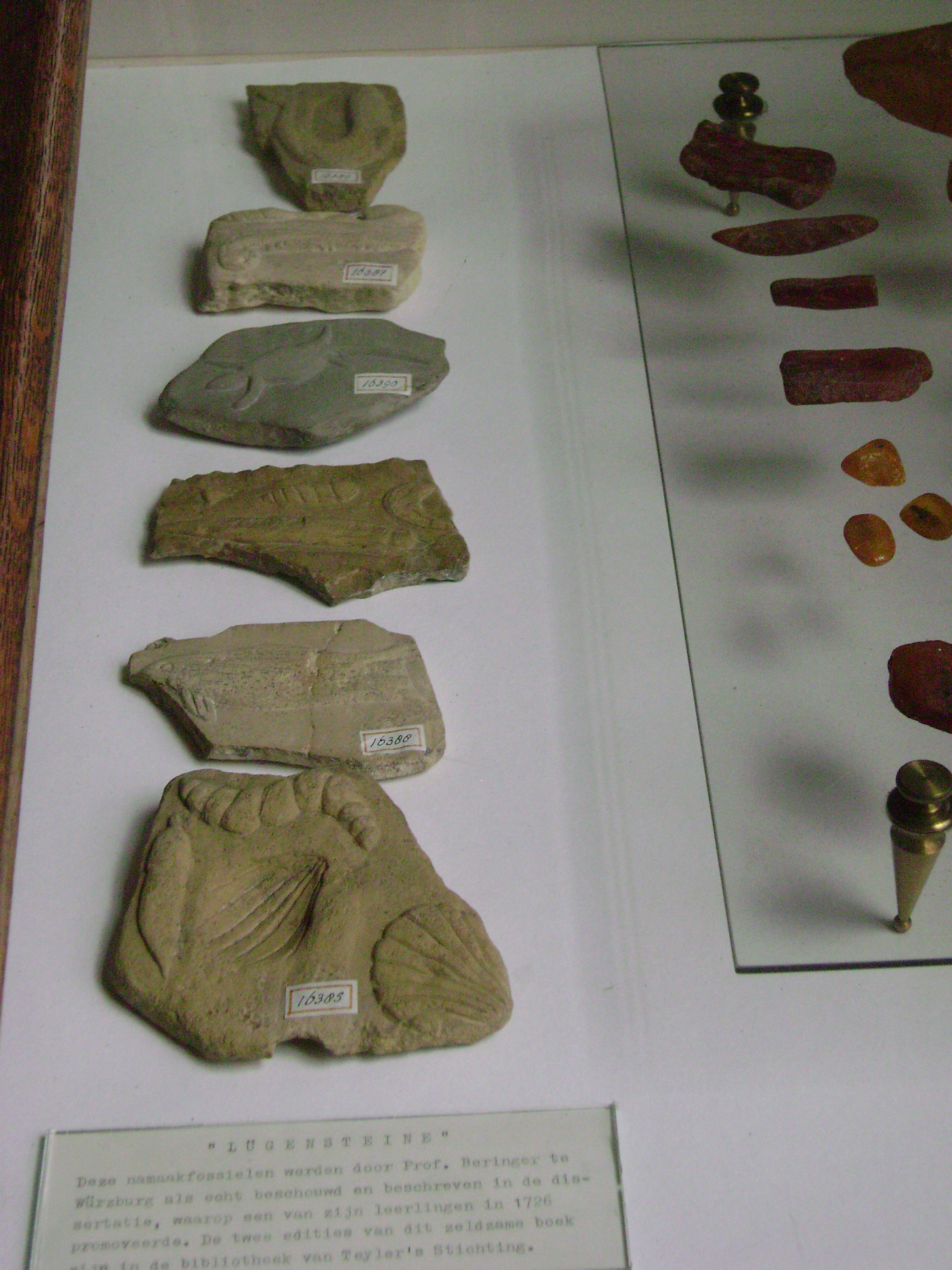
Würzburger Lügensteine tentoongesteld in het Teylers Museum, Haarlem

De Würzburger Lügensteinen of leugenstenen zijn een collectie van ongeveer 2000 vervalste fossielen die gevonden werden door Johann Beringer. Ze zijn een van de bekendste voorbeelden van wetenschappelijke fraude in de geschiedenis van de paleontologie.

## Figuurstenen
In de 17e eeuw stond de paleontologie nog in de kinderschoenen. Soms vond men stenen met daarin een afbeelding van een boom of een landschapje. Hoe deze stenen ontstonden wist men niet en men beschouwde ze als een soort van fossielen. Ze werden ook wel figuurstenen genoemd. Volgens velen in die tijd was in figuurstenen de hand van God zichtbaar.

## Vondst
Johann Beringer was professor aan de Universiteit Würzburg in de filosofie en geneeskunde. In zijn vrije tijd was hij een verwoed verzamelaar van fossielen die hij vond in de kalksteen rondom Würzburg. Hij stond niet alleen bekend om zijn kennis, maar ook om zijn arrogantie die hem in de zaak van de leugenstenen de das om zou doen.
Op een dag in 1725 werd hem een aantal fossielen ter beoordeling aangeboden door Christian Zanger en de broertjes Niklaus en Valentin Hehn met enkele vreemd gevormde figuren. Deze figuurstenen waren gevonden in de omgeving van Würzburg en bevatten afbeeldingen van dieren, hemellichamen en zelfs Hebreeuwse teksten.
Beringer gaf opdracht meer van deze stenen te vinden. In totaal vond hij er daarna ongeveer tweeduizend. Beringer trachtte uit te zoeken wat de betekenis van deze stenen was. Hij kon geen logische verklaring vinden voor hoe de stenen gevormd waren, anders dat dat het directe uitingen waren van de scheppende macht van God. Immers de Hebreeuwse teksten sloten uit dat ze door leken gemaakt zouden zijn, die spraken noch schreven in het Hebreeuws. Wat Beringer niet wist dat de stenen speciaal voor hem gevormd waren door enkele rancuneuze collega's. Professor Ignatz Roderick en bibliothecaris Johann Georg von Eckhart, die Beringer nogal arrogant vonden, wilden hem voor de grap houden door de nepfossielen in de lagen te verbergen die Beringer onderzocht. 

### Fraude ontmaskerd
In 1727 publiceerde hij Lithographiae Wirceburgensis, waarin hij de vondsten ruim geïllustreerd had gepubliceerd. In de wetenschappelijke wereld werden zijn vondsten met scepsis benaderd en al gauw stond de goede naam van Beringer op het spel. Het verhaal gaat dat hij de fraude ontdekte doordat hij op een gegeven moment zijn eigen naam op een figuursteen tegenkwam. 
Na onderzoek bleek dat twee collega's hem hadden proberen te misleiden. Beringer begon een uitgebreide rechtszaak (die hij won) om zijn naam te zuiveren.
De stenen waren echter al zeer beroemd en kregen de naam leugenstenen (Würzburger Lügensteinen). Inmiddels waren het waardevolle verzamelobjecten gevonden. Men zag niet meer zozeer de hand van God in de stenen, maar de stenen hadden een dusdanige faam verworven dat men ze graag wilde bezitten. Ze worden nog vaak aangegrepen als evident voorbeeld van wetenschappelijk bedrog. Heden ten dage zouden er nog 458 exemplaren overgebleven zijn. In Nederland zijn ze onder andere te vinden in het Teylers Museum in Haarlem.